# Pachacútec Yupanqui

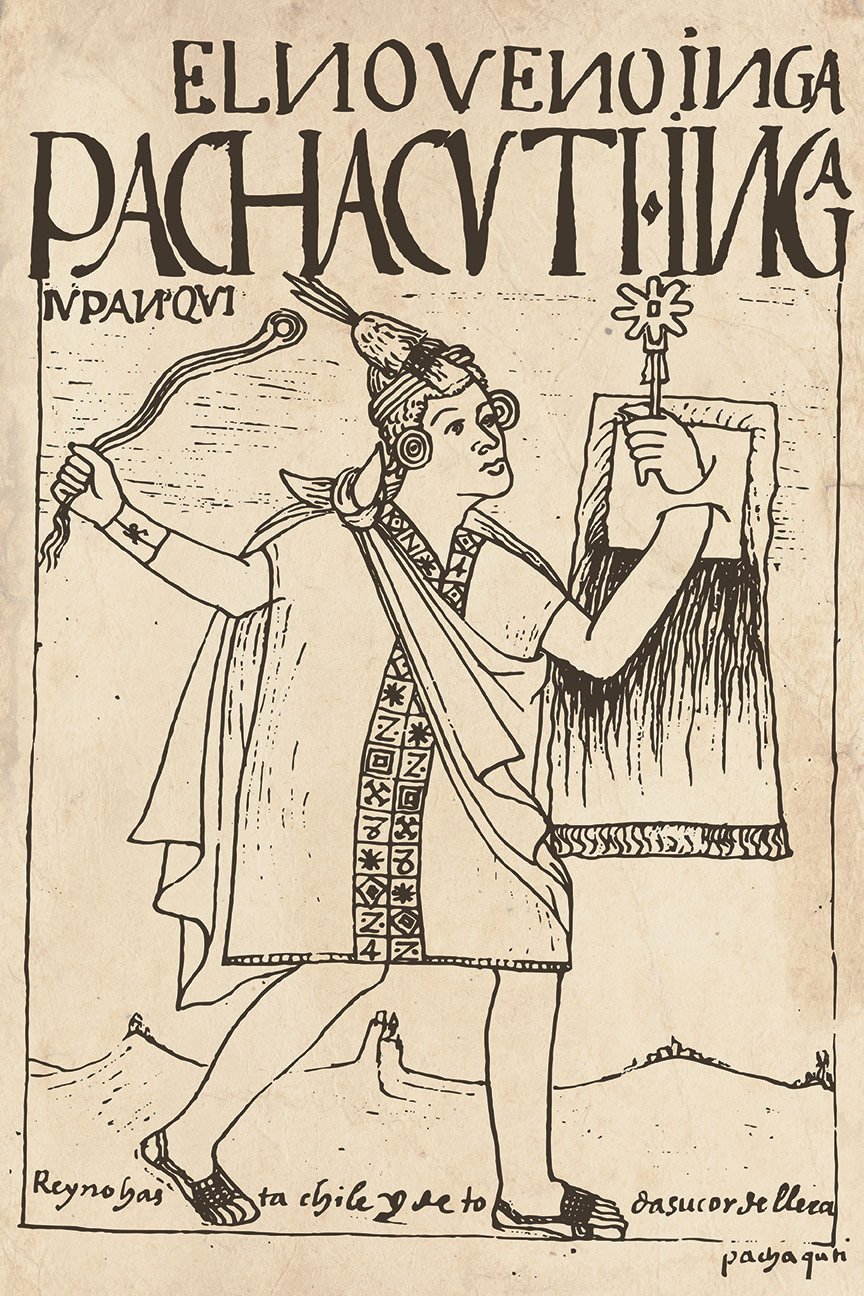
Pachacútec Yupanqui

Pachacútec Yupanqui, nach peruanischer Quechua-Schreibung Pachakutiq Yupanki oder Pachakutiy Yupanki, ursprünglich Cusi Yupanqui bzw. Kusi Yupanki oder Ripac († 1471) war von 1438 bis 1471 der neunte Herrscher über das Inkareich.

## Leben und Wirken
Die Regierungszeit von Pachacútec Yupanqui – damals noch Kusi Yupanki genannt – begann mit seinem Sieg als Heerführer über die Chankas. Die Chankas, selbst ein expandierendes Reich, stellten für die Inkas eine ernsthafte Bedrohung dar und belagerten 1438 mit angeblich 40.000 Mann die Hauptstadt Qusqu (Cusco). Kusi Yupankis greiser Vater, Huiracocha Inca (Wiraqucha Inka), zog sich mit seinem als Thronfolger vorgesehenen Sohn Urco (Urqu) und anderen Getreuen in die Festung Calca zurück. Daraufhin übernahm Kusi Yupanki die Leitung des Inka-Heeres, entsetzte Qusqu mit Hilfe seiner Verbündeten, der K'anas (Cana) und Qanchis (Canchi), und vernichtete in der Schlacht von Yawarpampa („Blutebene“ beim Hügel von Carmenca/Cuzco) die Chanka-Streitmacht. Das Territorium der Chankas wurde dem Inka-Reich einverleibt. Dieses Ereignis stellt in der Inka-Tradition eine Zeitenwende (Pachakuti) dar. Der siegreiche Heerführer wurde Sapa Inka und trug deshalb seitdem den Namen „Weltenveränderer Yupanqui“, also „Pachacútec Yupanqui“ (nach Quechua-Schreibung Pachakutiq Yupanki).
Einer von mehreren Theorien zufolge wurde um 1450 auf Betreiben von Pachacútec Yupanqui die Stadt Machu Picchu gegründet.
1460 gelang seinem Bruder, dem Heerführer Cápac Yupanqui (Qhapaq Yupanki), nach heftigen Kämpfen die Unterwerfung der Wanka in Junín. Nach einem misslungenen Feldzug in Huánuco, bei dem zahlreiche Chanka-Söldner aus der Inka-Armee desertierten, ließ Pachacútec Yupanqui seinen Bruder in Cusco hinrichten.
Unter Pachacútec Yupanqui wurde das Inkareich vom Titicacasee in den Zentralanden bis nach Junín erweitert. Vor allem ließ er die Infrastruktur in seinem Reich bedeutend ausbauen und veranlasste, dass durch neue Technologien die Wirtschaft angekurbelt wurde. Seit seiner Regierungszeit gibt es genaue historische Aufzeichnungen, so wurden unter anderem seither die Geburts- und Sterbedaten von Inkas aufgeschrieben. Über die Umstände seines persönlichen Lebens ist wenig bekannt. Sein Nachfolger war sein Sohn Túpac Yupanqui.

## Jugend und Machtergreifung
Huiracocha Inca ernannte, nachdem er als Führer des Cusco-Fürstentums eine expansionistische Außenpolitik verfolgt hatte, seinen Sohn Urco, nach peruanischer Quechua-Schreibung Urqu, zum Mitregenten. Doch letzterer verfügte angeblich nicht über die benötigten Regierungsqualitäten und hatte eine „ausschweifende Lebensführung mit Trunksucht und Frauenaffären“. Die Generäle des Huiracocha Inca, Apo Mayta und Vicaquirao, nach peruanischer Quechua-Schreibung Apu Maita und Wika Kiraw, organisierten einen Komplott, um Urcos Halbbruder Cusi Yupanqui als Herrscher einzuführen.
Die inkaische „Lebensgeschichte“ Pachacútec Yupanquis begann nicht mit seiner Geburt und Jugend, sondern mit dem Angriff der Chanka auf Cusco.

### Chanka-Angriff
Zur selben Zeit, als das Inkareich erste Expansionsprojekte betrieb, vergrößerten die benachbarten Chanka ihr Gebiet. Am Anfang des 15. Jahrhunderts, zwischen 1430 und 1440 — vielleicht um 1424 oder 1438 —, griffen die mit ihnen verfeindeten Chanka das Inkareich an. Die beiden Inka-Herrscher zogen sich daraufhin nach Caquia in der Nähe des heutigen Calca im Yucay-Tal zurück. Die Inka-Hauptstadt Cusco wurde von Urcos Halbbruder Cusi Yupanqui und den Heerführern Apu Maita und Wikakiraw von den Chanka verteidigt; letztere wurden in der Schlacht von Yahuarpampa endgültig von den Inka unterworfen.
Wegen Inkonsistenzen in den Kolonialchroniken des 16. Jahrhunderts wurde sowohl die historische Genauigkeit als auch die Existenz des Angriffs in Frage gestellt. Laut archäologischen Funden im Bereich des Früheren Chankagebiets war die Chanka-Konföderation ein dem Inka-Reich militärisch und administrativ weit unterlegenes Verteidigungsbündnis, das in diverse kleinere Fürstentümer zerteilt war. Es ist unklar, ob es sich um einen aggressiven Chanka-Angriff, eine Antwort auf vorherige Inka-Offensiven, eine Erfindung des Inka-Staates oder einen zyklischen Inka-Mythos handelt.